# Lapatynib
Lapatynib – wielofunkcyjny organiczny związek chemiczny, inhibitor kinazy białkowej stosowany jako lek przeciwnowotworowy w leczeniu guzów litych raka sutka. Został opracowany przez firmę GlaxoSmithKline.

## Działanie
Lapatynib jest inhibitorem podwójnej wewnątrzkomórkowej kinazy tyrozynowej receptora czynnika wzrostu naskórka (EGFR, ErbB-1) oraz receptora HER2/neu (ErbB-2) komórek nowotworowych.
U chorych z HER2+ rakiem sutka z przerzutami dodanie lapatynibu do standardowej terapii spowolniło wzrost guza.

## Działania niepożądane
Najczęstsze objawy niepożądane (>25%) podczas leczenia lapatynibem to zaburzenia żołądka i jelit (biegunka, nudności i wymioty) oraz wysypka. Erytrodyzestezja dłoniowo-podeszwowa była również nierzadka (≥ 25%), a częstość jej występowania była podobna w grupach pacjentów otrzymujących lapatynib w skojarzeniu z kapecytabiną oraz przyjmujących samą kapecytabinę. Biegunka była najczęstszym objawem niepożądanym powodującym przerwanie leczenia – zarówno w przypadku leczenia lapatynibem w połączeniu z kapecytabiną, jak i lapatynibem w kombinacji z letrozolem.

## Stosowanie w lecznictwie
W 2007 roku lek ten został warunkowo zaaprobowany przez amerykańską Agencję Żywności i Leków do leczenia zaawansowanych przypadków raka sutka (raka z przerzutami) wraz z chemioterapią przy użyciu kapecytabiny, po wcześniejszym stosowaniu trastuzumabu, antracyklin i taksanów. W roku 2008 specyfik ten został warunkowo dopuszczony do obrotu w Unii Europejskiej. Dopuszczenie warunkowe oznacza, że oczekiwane są dalsze dowody świadczące o korzyści ze stosowania produktu leczniczego. Europejska Agencja Leków powinna każdego roku dokonywać przeglądu nowych informacji o produkcie i uzupełniać charakterystykę produktu leczniczego, jeśli to będzie konieczne.

## Nazwy handlowe
- Tykerb (Stany Zjednoczone)
- Tyverb (Europa)